# Brookfield (Missouri)
Brookfield è un comune degli Stati Uniti d'America, situato nello Stato del Missouri, nella contea di Linn.